# Harry Schwarz
Harry Heinz Schwarz, född 13 maj 1924 i Köln, Tyskland, död 24 februari 2010 i Johannesburg, Sydafrika var en tyskfödd sydafrikansk advokat, diplomat och politiker (Demokratiska partiet/progressiv, tidigare United Party), sitt lands ambassadör till USA från 1991 till 1995 och långvarig apartheidmotståndare, bland annat inom Sydafrikas parlament 1974 till 1991. Han har ofta härlett sin kamp mot diskriminering och fattigdom till sin tid som egendomslös immigrant samt från barndomen som jude i ett Tyskland under allt större tryck från nazismens inflytande.

## Biografi
Heinz Schwarz föddes i en judisk familj i Weimarrepubliken. Familjen kom 1934 till via Genua till Kapstaden som flyktingar undan nazisternas förföljelser. 1942 anmälde sig den 17-årige Schwarz som frivillig i andra världskriget och lade i processen till namnet "Harry" för att undvika pinsamheter vid eventuella konfrontationer med tyska soldater. Som pilot för flygvapnet deltog han i strider i Nordafrika och Italien.
Efter krigsslutet studerade Schwarz juridik vid Witwatersrand och grundlade en livslång vänskap med Nelson Mandela (ANC) och Joe Slovo (kommunistpartiet). Driven av motstånd till boernationalismen och den eskalerande rasåtskillnadspolitiken valdes han för oppositionspartiet United Party till Johannesburgs fullmäktige 1951, till Transvaals provinsråd 1958 och blev 1963 regional oppositionsledare. 1964 försvarade han den vite Jimmy Kantor i den ökända Rivoniarättegången, där Mandela och flera andra ANC-anhängare dömdes till livstids fängelse för sina roller i en rad planerade sabotage mot den sydafrikanska regimen.
1972 blev Schwarz ordförande för United Party i Transvaal, nominerades till i parlamentets underhus för Johannesburgförorten Yeoville och besegrade i valet 1974 sin företrädare, boern Marais Steyn, som gått över till Nationalistpartiet. Djupt kritisk till UP:s återhållsamma och kluvna profil i kampen mot rasåtskillnad övergick Schwarz 1975 till det av honom bildade Reformpartiet, samma år sammanslaget med Helen Suzmans allt starkare progressiva parti till Progressiva Reformpartiet. Under namnet Progressiva Federala Partiet, PFP - med, liksom namnet, löften om en federal maktdelning med rösträtt och deltagande för alla sydafrikaner - erövrade Suzman och Schwarz rollen som officiellt oppositionsparti i 1977 års val. Schwarz blev därmed skuggfinansminister, en post han behöll till 1987, då det radikala Konservativa partiet blev näst störst efter nationalisterna.

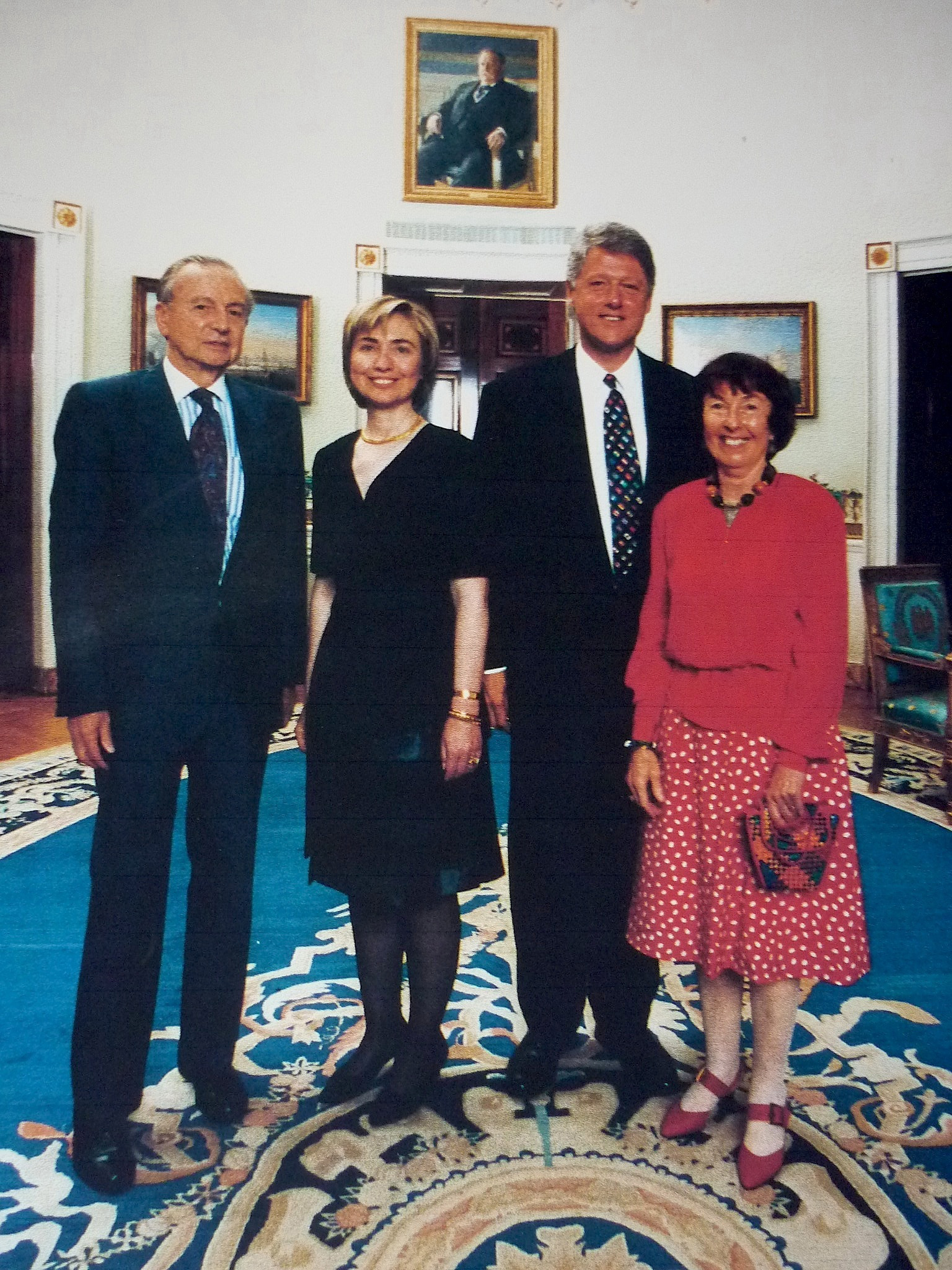
Schwarz med sin fru samt president Bill och Hillary Clinton, i Vita huset år 1993.

1991 lämnade Schwarz sin parlamentspost efter sjutton år då han utsetts till Sydafrikas ambassadör till USA av president F W de Klerk, en post han behöll sedan Mandela efterträtt de Klerk 1994. Han var även ambassadör till Barbados från 1993, men lämnade sina uppdrag 1995 för att istället leda en välgörenhetsfond för fattiga. 2000 avslutade Schwarz sitt politiska arbete sedan DP, PFP:s efterträdare sammanslagits med Marthinus van Schalkwyks Nya Nationalistparti till Democratic Alliance.
Han fortsatte sitt juridiska och ideella arbete till sin död i februari 2010 efter en kort tids sjukdom.